# Sweet Tooth
Sweet Tooth (рус. Сладкоежка) — серия комиксов, созданная Джеффом Лемиром и издаваемая Vertigo, импринтом издательства DC Comics. Действие комикса происходит в основном в сельской местности в постапокалиптической обстановке, где некоторые существа являются гибридами людей и животных. Главным персонажем комикса является Гэс — мальчик с оленьими рогами на голове, один из гибридов. Комикс описывают как «Безумный Макс встречает Бэмби».

## Сюжет

### Out of the Woods/ Из леса (1-5)
Гэс — мальчик с оленьими рогами на голове. Он живёт тихой жизнью в глубине леса и узнает много чего о медицинской помощи религиозных пророчеств. Отец запрещает ему выходить из леса, говоря, что там очень опасно, что там повсюду огонь и ад. Хоть Гэс и любит своего религиозного отца, он жаждет вырваться, когда узнает, что нет огня и ада за лесом.
Через несколько дней после смерти отца от болезни, Гэс встречает странных людей, которые пришли, чтобы захватить его. Их убивает неожиданно появившийся мужчина по имени Джепард и обещает Гэсу отвести его в заповедник — безопасное место для таких же гибридов. Уставший от одиночества Гэс идет с Джепардом. По пути они сталкиваются с множеством проблем. Племя почти убивает Джепарда, но Гэс спасает его. Затем, съев весь шоколад Джепарда, Гэс получает своё новое прозвище — «Сладкоежка». Они также спасают несколько женщин от проституции.
В конечном счете оказывается, что Джепард солгал Гэсу. Он приводит его не в заповедник, а в научную лабораторию. Обменяв Гэса на кости его жены, Джепард уходит и исполняет последнее желание возлюбленной — быть похороненной в своем доме.

### In Captivity/ В плену (6-11)
Гэс, несмотря на ужасы научной лаборатории, дружит с оставшимися гибридами-детьми. Джепард вспоминает смерть жены и его начинает переполнять чувство вины. Он решает вернуться и спасти Гэса. По дороге он берет с собой двух женщин, которых он спас ранее и сотню гибридных оккультистов из Племени. Благодаря дружелюбному охраннику, который спас Джепарда ранее, когда тот был в плену, дети убегают. По пути Гэсу приходится убить гибрида аллигатора-ребенка, который стал диким и напал на друзей Гэса. Вскоре Гэса и других гибридов ловят и приводят обратно, но к этому времени Джепард со своей армией уже нападает на лабораторию.

### Animal Armies/ Армия животных (12-17)
Сражение и вмешательство дружелюбного охранника снова позволяет Джепарду, женщинам, гибридам и ученому сбежать из лаборатории. Во время побега одного из гибридов-детей хватают и грызут собаки главаря гибридных оккультистов. Вскоре оказывается, что это сын Джепарда.
Несмотря на эмоциональное потрясение, группа решает отправиться в Аляску для защиты детей-гибридов. Главный на научной станции убивает главаря Племени и уносит в лазарет все ещё живого сына Джепарда.

## Коллекционные издания
- Sweet Tooth Volume 1: Out of the Woods (включает выпуски Sweet Tooth #1-5, май 2010 года, ISBN 1-4012-2696-5)
- Sweet Tooth Volume 2: In Captivity (включает выпуски Sweet Tooth #6-11, 14 декабря 2010 года, ISBN 1401228542)
- Sweet Tooth Volume 3: Animal Armies (включает выпуски Sweet Tooth #12-17, 8 июня 2011 года, ISBN 9781401231705)
- Sweet Tooth Volume 4: Endangered Species (включает выпуски Sweet Tooth #18-25, 31 января 2012 года, ISBN 9781401233617)

## Сериал
16 ноября 2018 года стало известно, что потоковый сервис Hulu снимет сериал «Sweet Tooth: мальчик с оленьими рогами» по мотивам одноимённого комикса. Режиссёром и сценаристом пилотной серии выступит Джим Микл, а спродюсируют сериал Team Downey (Роберт Дауни мл., Сьюзан Дауни) и Warner Bros. Television (Аманда Баррелл, Линда Моран).
В апреле 2020 года стало известно, что сериал выйдет на Netflix, а не на Hulu.  12 мая 2020 года Netflix заказала производство 8 эпизодов, а Юан Мур стал продюсером сериала. 29 апреля 2021 года было объявлено, что сериал выйдет 4 июня 2021 года.